# Elna Jubel
Elna Jubel, född 1789, död 1847, var en svensk snusfabrikant. 
Hon var dotter till tobaksfabrikören (eller snusmalaren som han kom att tituleras) Jonas Jubel, grundaren av det Dahlska snusimperiet i Karlshamn. Hon gifte sig med lackfabrikören E G Nordberg. 
Efter sin fars död 1821 fick hon, som då var änka och myndig, tillstånd att driva sin fars tobaksfabrik. Hon gifte sig 1823 med handlaren Pehr Dahl och företaget bytte namn till P. Dahls fabrik. Hon fortsatte att driva fabriken som gift. 